# San Juan del Sur
San Juan del Sur es un municipio del departamento de Rivas en la República de Nicaragua.

## Geografía

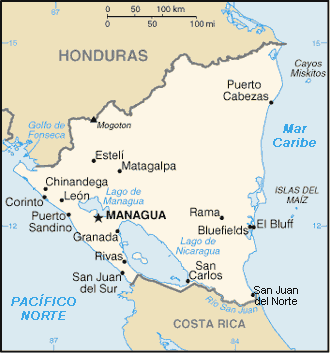
Mapa de Nicaragua y ubicación de San Juan del Sur.

San Juan del Sur se encuentra ubicado a una distancia de 140 kilómetros de la capital de Managua y a 15 kilómetros al norte de la frontera con Costa Rica y situado sobre la costa del Océano Pacífico.
- Altitud: 9 m s. n. m.
- Superficie: 411.1 km²
- Latitud: 11° 15′ 0″ N
- Longitud: 85° 52′ 0″ O.

### Límites
Limita al norte con los municipios de Rivas y Tola, al sur con el Océano Pacífico, al este con el municipio de Cárdenas y la República de Costa Rica y al oeste con el Océano Pacífico.

### Hidrografía
El sistema hidrográfico está representado por los ríos de San Juan del Sur, Escameca, Escamequita, La Flor, El Ostional, El Naranjo y Marsella.

## Historia

### Descubrimiento
Andrés Niño, piloto y explorador español llegó en 1523 a la bahía de San Juan del Sur, su propósito era encontrar un acceso a la Mar Dulce Gran Lago de Nicaragua desde el océano Pacífico. Pasó a formar parte en 1527 de la provincia de Nicaragua.
San Juan del Sur fue originalmente un pequeño puerto llamado San Juan de la Concordia. En 1851 se convirtió en una ciudad llamada Pineda, pero ese nombre no ha sobrevivido.

### Ruta del Tránsito
Su puerto alcanzó una gran importancia a mediados del siglo XIX durante la fiebre del oro en los Estados Unidos. 
En 1849, el Comodoro Cornelius Vanderbilt, junto con Nathaniel SH Lobo creó la "American Atlantic and Pacific Ship Canal Company" y se le adjudicó la concesión por el gobierno nicaragüense para crear un canal transoceánico a través del río San Juan de Nicaragua. La "Compañía del Tránsito" operó durante 16 años trasladando personas desde Nueva York hacia San Francisco y viceversa.
Mark Twain viajó a través del paso y escribió sobre sus experiencias en 1866:
"De vez en cuando un mono alegre correteando a la vista, o un ave de espléndido plumaje flotaba por el aire sofocante, o la música de algún cantante invisible brotaba de las profundidades del bosque. El cambio de vistas del río siempre renovando las imágenes embriagantes; las esquinas revelaba nuevas maravillas más allá, de altas paredes de verdor resplandeciente y de cataratas empinadas de ciento cincuenta pies, y se mezclaba con la hierba sobre la tierra –maravillosas cascadas de hoja como hábilmente se superponen entre sí como los escamas de un pez– una muralla verde amplia, sólida un momento, y luego, a medida que avanzábamos, el cambio y la apertura de las ventanas góticas, columnatas – toda clase de figuras pintorescas y bellas..."
Antes que finalizará la construcción del primer ferrocarril transcontinental, en 1869, miles de norteamericanos de la costa este viajaban a California por barco cruzando Nicaragua por el istmo de Rivas y embarcando en San Juan del Sur hacia San Francisco.

### Guerra Nacional de Nicaragua
William Walker, filibustero estadounidense, se autoproclamó presidente de Nicaragua luego de obtener la jefatura del ejército legitimista más la colaboración de varios políticos granadinos y leoneses. 
Walker fue derrotado en una batalla importante en las cercanías del entonces estratégico puerto de San Juan del Sur. 
Se le ordenó atacar la ciudad de Rivas, con ese propósito navegó con una falange de más de 150 hombres y el 23 de junio de 1855 desembarcó en la playa ahora conocido como "Gigante". A partir de ahí comenzó su marcha hacia su objetivo bajo lluvias torrenciales.
Al enterarse del inminente ataque de tropas del bando democrático y filibusteras, el general Ponciano Corral, jefe del ejército legitimista, envió al Coronel Manuel Bosque con la orden de defenderla. A su llegada, el coronel Bosque ordenó la construcción de barricadas y alistó a los locales para la defensa.
El 23 de noviembre de 1856 tuvo lugar el Combate naval de San Juan del Sur durante la Guerra Nacional de Nicaragua, entre la goleta "Granada" al mando del teniente filibustero Fayssoux y el bergantín "Once de abril" comandado por el capitán peruano-costarricense Antonio Vallerriestra y que terminó con victoria filibustera cuando explotó el bergantín de Costa Rica. El teniente Callender Irvine Fayssoux fue ascendido a capitán por Walker y recibió donación de la hacienda Rosario.

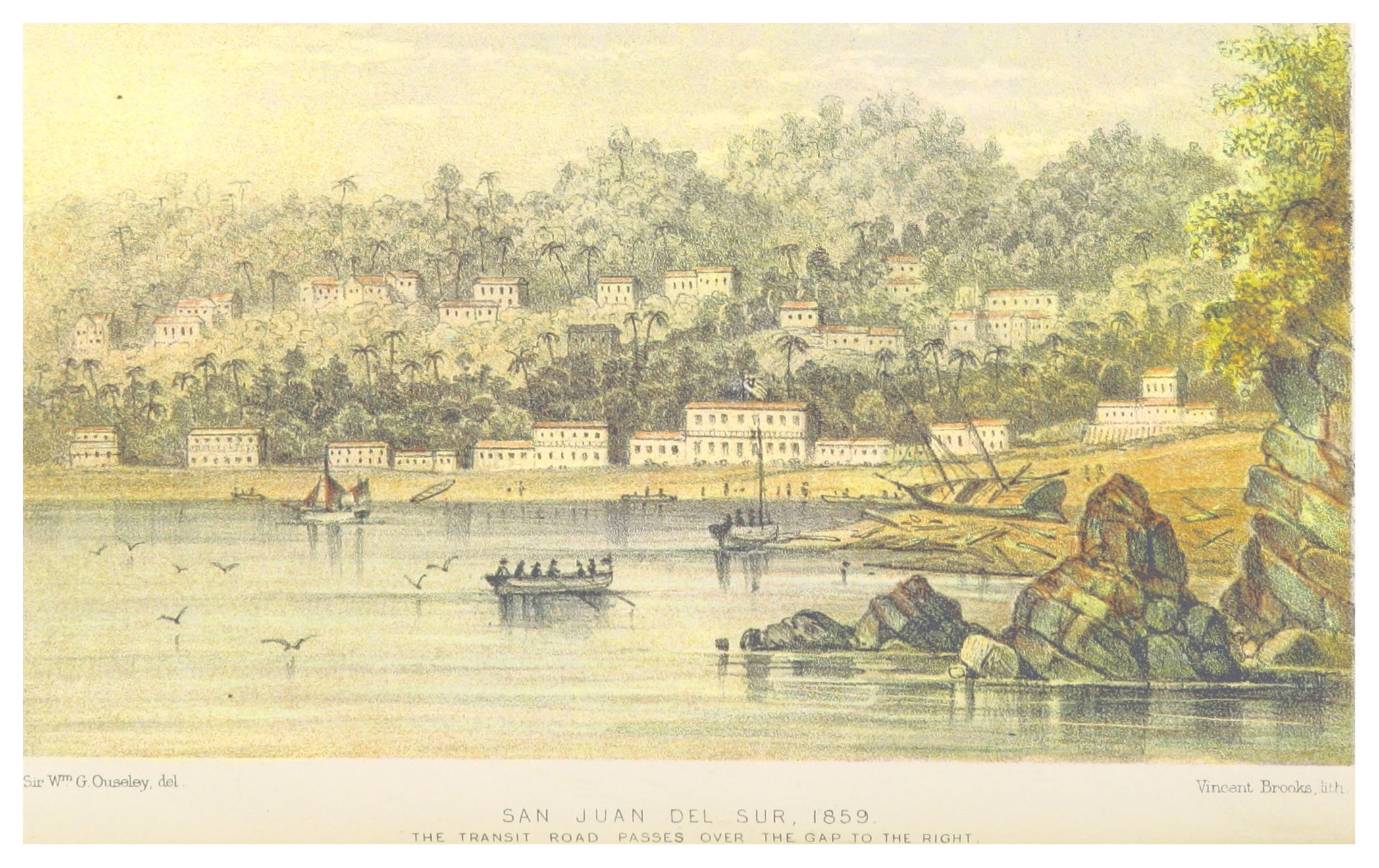
San Juan del Sur en 1859.

## Demografía
San Juan del Sur tiene una población actual de 16,040 habitantes. De la población total, el 51.5% son hombres y el 48.5% son mujeres. Casi el 55.8% de la población vive en la zona urbana.

## Clima
San Juan del Sur cuenta con un clima tropical húmedo y seco. El clima es cálido con estaciones húmedas y secas, pero esto varía dependiendo de la altitud. Las zonas más cálidas están al lado del mar. El área boscosa tiende a perder las hojas durante la estación seca del invierno y la fauna en su mayoría se compone de venados, pequeños mamíferos y una gran variedad de aves de la tierra y el mar, así como de animales marinos como tortugas.
El clima es semi-húmedo con una temperatura promedio de 27 °C con una precipitación anual que oscila entre los 1600 mm. Sus costas marítimas son accidentadas y en algunas secciones cenagosas.  Los ríos de San Juan, Escameca, Escamequita, La Flor, El Ostional, el Naranjo y Marsella.
| Parámetros climáticos promedio de San Juan del Sur | Parámetros climáticos promedio de San Juan del Sur | Parámetros climáticos promedio de San Juan del Sur | Parámetros climáticos promedio de San Juan del Sur | Parámetros climáticos promedio de San Juan del Sur | Parámetros climáticos promedio de San Juan del Sur | Parámetros climáticos promedio de San Juan del Sur | Parámetros climáticos promedio de San Juan del Sur | Parámetros climáticos promedio de San Juan del Sur | Parámetros climáticos promedio de San Juan del Sur | Parámetros climáticos promedio de San Juan del Sur | Parámetros climáticos promedio de San Juan del Sur | Parámetros climáticos promedio de San Juan del Sur | Parámetros climáticos promedio de San Juan del Sur |
| Mes                                                | Ene.                                               | Feb.                                               | Mar.                                               | Abr.                                               | May.                                               | Jun.                                               | Jul.                                               | Ago.                                               | Sep.                                               | Oct.                                               | Nov.                                               | Dic.                                               | Anual                                              |
| -------------------------------------------------- | -------------------------------------------------- | -------------------------------------------------- | -------------------------------------------------- | -------------------------------------------------- | -------------------------------------------------- | -------------------------------------------------- | -------------------------------------------------- | -------------------------------------------------- | -------------------------------------------------- | -------------------------------------------------- | -------------------------------------------------- | -------------------------------------------------- | -------------------------------------------------- |
| Temp. máx. abs. (°C)                               | 32                                                 | 34                                                 | 36                                                 | 38                                                 | 36                                                 | 38                                                 | 38                                                 | 38                                                 | 37                                                 | 38                                                 | 35                                                 | 32                                                 | 37                                                 |
| Temp. máx. media (°C)                              | 26                                                 | 28                                                 | 30                                                 | 32                                                 | 34                                                 | 35                                                 | 34                                                 | 34                                                 | 33                                                 | 30                                                 | 29                                                 | 26                                                 | 30                                                 |
| Temp. mín. media (°C)                              | 18                                                 | 18                                                 | 19                                                 | 21                                                 | 23                                                 | 24                                                 | 23                                                 | 23                                                 | 23                                                 | 22                                                 | 20                                                 | 18                                                 | 21                                                 |
| Temp. mín. abs. (°C)                               | 11                                                 | 12                                                 | 11                                                 | 14                                                 | 18                                                 | 21                                                 | 21                                                 | 21                                                 | 19                                                 | 15                                                 | 12                                                 | 12                                                 | 16                                                 |
| Precipitación total (mm)                           | 18                                                 | 11                                                 | 8                                                  | 16                                                 | 26                                                 | 180                                                | 266                                                | 296                                                | 182                                                | 145                                                | 38                                                 | 14                                                 | 1200                                               |
| Fuente: 13 de febrero de 2008                      |                                                    |                                                    |                                                    |                                                    |                                                    |                                                    |                                                    |                                                    |                                                    |                                                    |                                                    |                                                    |                                                    |

## Economía y servicios
Una de las principales actividades económicas del municipio se encuentra la agricultura. En el municipio se siembra arroz, frijoles, maíz y sorgo, pasto para la ganadería. Otra actividad es la pesca y la extracción de mariscos. La producción es utilizada para el consumo interno y en mayor porcentaje la exportación y comercialización en los sitios turísticos. El método utilizado en este rubro es la pesca artesanal e industrial. Otro rubro es la ganadería de leche y carne.
La mayor parte de los ingresos de la ciudad provienen de su puerto pesquero y del turismo. La ciudad es uno de los principales destinos del turismo interior en Nicaragua con buen número de hoteles, hostales y restaurantes. Existe un importante número de casas que constituyen una segunda residencia para familias pudientes nicaragüenses.

### Sector Agropecuario
Entre las principales actividades económicas del municipio se encuentra la agricultura. En el municipio se siembra arroz, frijoles, maíz y sorgo, solo este es comerciable, el resto son para autoconsumo mayoritario. Según estadísticas de la Secretaría de Acción Social (SAS) el municipio cuenta con 4600 productores con y sin títulos de propiedad, otros alquilan terrenos para siembra y 434 productores se encuentran asociados en 29 cooperativas agrícolas con presencia en el municipio. Cabe señalar que entre estos productores la mayoría dedica las tierras en la producción de pasto para la ganadería.

### Sector Pesquero
Otra actividad importante es la pesca y la extracción de mariscos; la producción se utilizada para el consumo interno y en mayor porcentaje la exportación y la comercialización en los sitios turísticos del municipio y otros territorios de la región. El método utilizado en este rubro es la pesca artesanal e industrial. Más de 80 embarcaciones dedicadas a la pesca, es el principal generador de empleo y divisas del país, significa el 33 % de la pesca nacional.

### Sector Pecuario
La ganadería constituye una actividad significativa en la vida económica del municipio. Este sector cuenta con doce mil cabezas de ganado, que se utilizan en la producción de carne y leche para el consumo local y en mayor escala la comercialización con otras zonas del país.

### Sector Industria y Comercio
En la industria y el comercio encontramos: 5 panaderías, 22 pulperías, 3 sastrerías, 5 farmacias, 5 herrerías, 93 bares y restaurantes, 4 carpinterías, 11 comedores, 3 molinos, 3 mecánicas, 13 matarifes. 48 hoteles y 5 ventas de materiales.
El municipio tiene presencia de las delegaciones institucionales de: ENEL, Ministro de Educación, ENTEL, Ministerio de Salud, Policía Nacional, Capitanía de Puerto, Juzgado Local y ENACAL.

### Servicios

#### Recolección de desechos sólidos
La comunidad cuenta con el servicio de recolección de desechos sólidos que se realiza a través de un camión que traslada los desechos al vertedero municipal ubicado a 4 kilómetros al norte del municipio. El casco urbano diariamente produce una cantidad aproximada de 28 m² de basura que se triplica en la época de verano, por la influencia de turistas. El plan Verano Limpio emplea otro camión y decenas de brigadas. En la época de invierno se hace necesario la contratación de personal temporal, para prestar atención sistemática a los cauces donde se acumula gran cantidad de tierra.
Problemas del Sector: El vertedero es un campo abierto sin trincheras. Los medios que se utilizan para brindar el servicio son insuficientes e inadecuados. Las comunidades rurales no cuentan con el servicio de recolección de basura.

#### Cementerio
Existe un cementerio ubicado en el casco urbano con una superficie de 5 manzanas, el cual se encuentra con suficiente vida útil para varios años. La Alcaldía gestiona la concreción de varios proyectos para fortalecer las instalaciones del cementerio, tales como: construcción de andenes, calles internas, instalación de luminarias en el perímetro, entre otras acciones. A nivel rural se cuenta con cinco cementerios que dan servicio a las principales comunidades.

#### Mercado
Dispone de un mercado de cobertura municipal, que se encuentra en malas condiciones, lo que no permite el buen desarrollo de las actividades comerciales del Puerto. Se va a construir un mercado moderno saludable acorde al desarrollo del turismo.

#### Rastro
Actualmente cuenta con un rastro modelo FISE, que no se encuentra en funcionamiento por ser muy pequeño. Las instalaciones están completas y cuenta con los servicios necesarios. La matanza de ganado mayor es de 3 reses por día. Dispone de 13 matarifes particulares. Se está en la fase de ampliación para convertirlo en un rastro saludable. En las comunidades rurales se destaza en condiciones irregulares (en placetas, al aire libre) y con poco o ningún control sanitario, medidas higiénicas, etc.

#### Parque
Existe un parque de cobertura municipal situado al costado occidental del Templo Parroquial, administrado por la Alcaldía, la cual se encarga de brindarle mantenimiento. Hay un parque infantil solidaridad en el barrio Pedro Joaquín Chamorro construido con la ayuda financiera de Torroella de Montgrí, España.

## Ecología

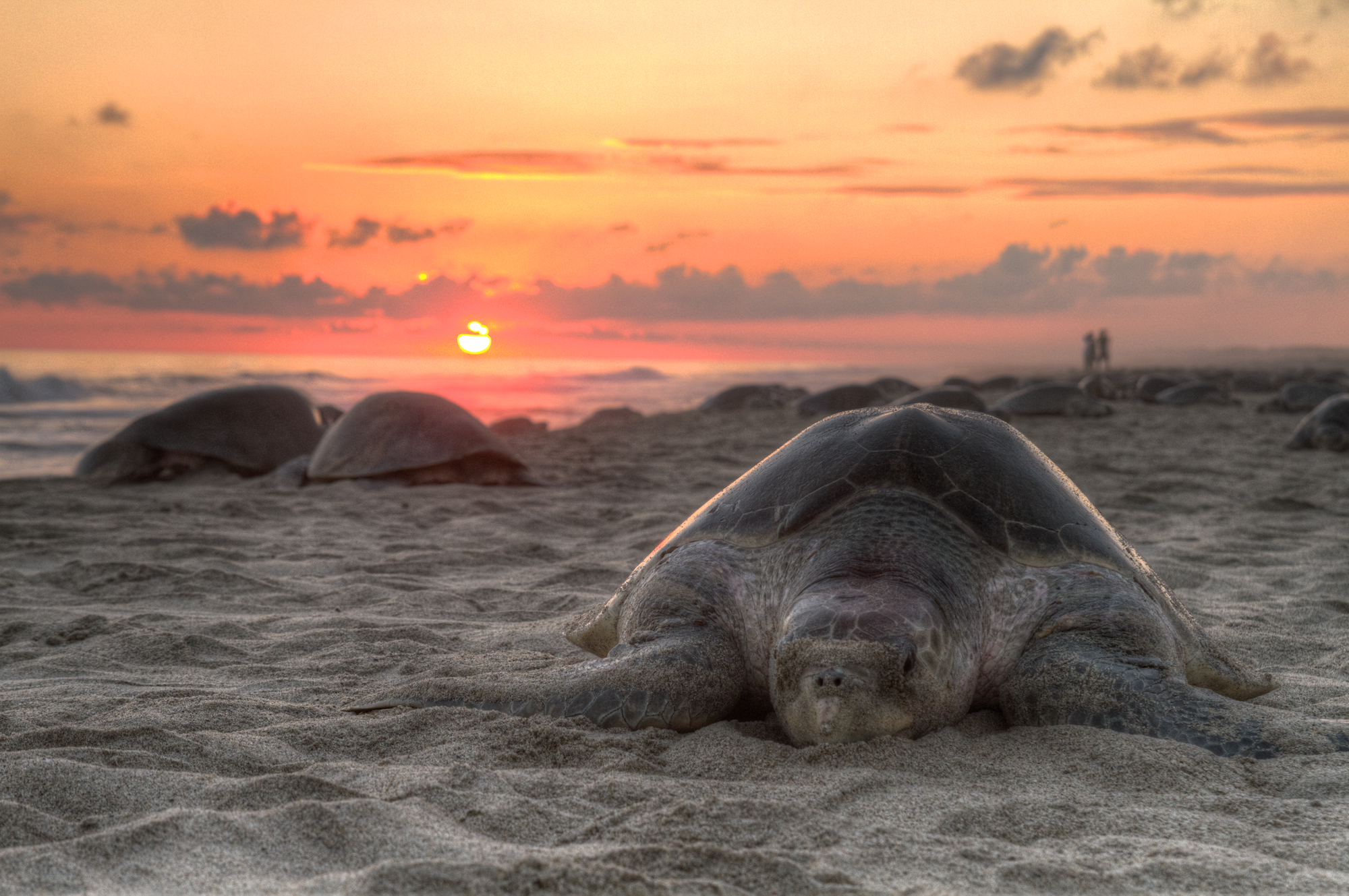
El municipio de San Juan del Sur implementa medidas de protección a las especies en amenazas de extinción una de ellas es la tortuga de paslama que se encuentra en peligro de extinción.

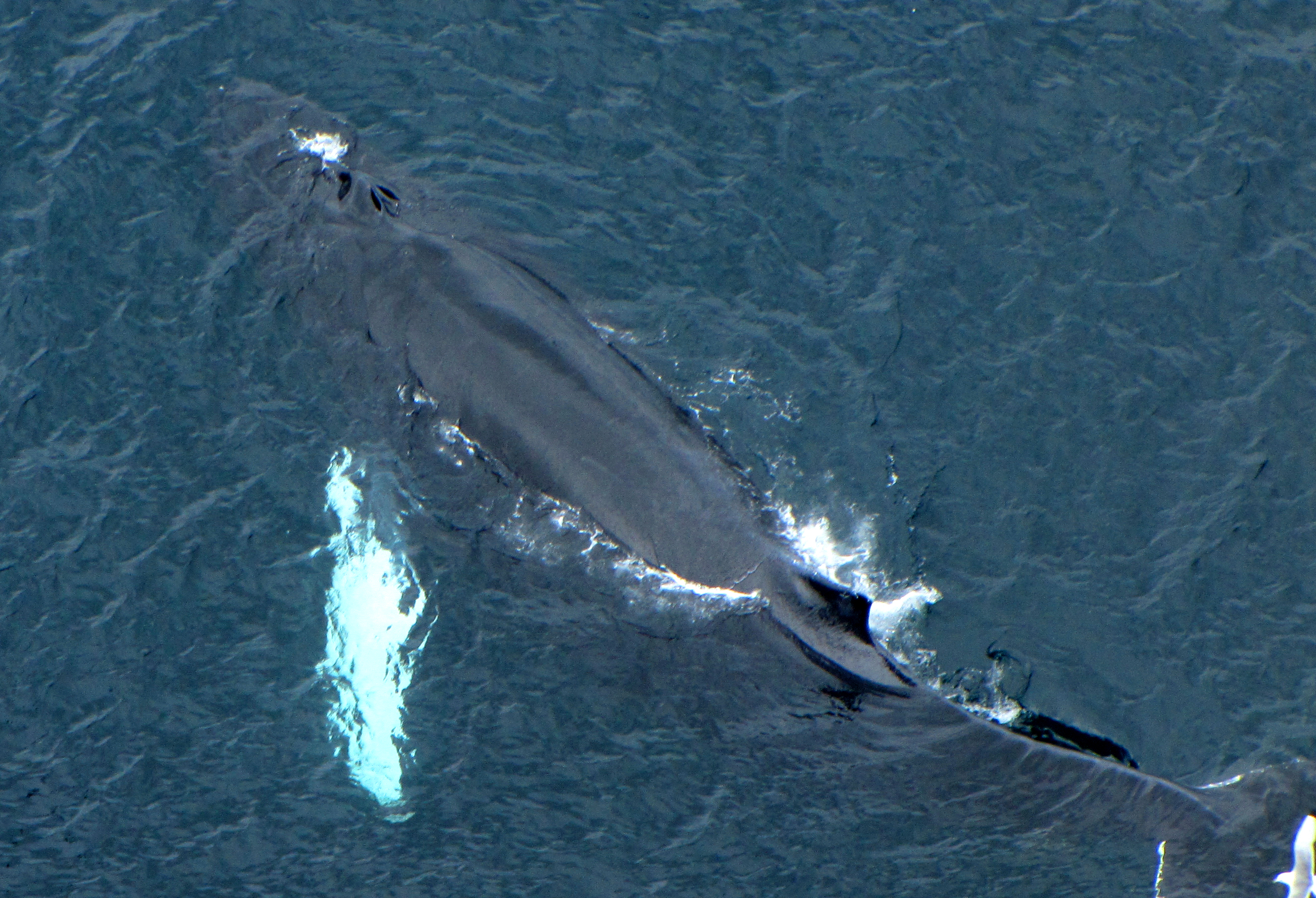
La ballena jorobada es una de las especies acuáticas emigrantes en las playas de San Juan del Sur.

### Geomorfología
La topografía es quebrada con algunas extensiones planas, las costas marítimas son accidentales y en algunas sesiones cenagosas. El municipio es recorrido de norte a sur por altas montañas como: Mira Flores, Ojo de Agua Carrizal, Cuesta del Coyol, Cerro El Papal, Cerro del Jocote, Miravalles, La Cuesta, Pueblo Nuevo y Fátima.

### Uso potencial del Suelo y Recursos naturales
Por su posición costera cuenta con amplios recursos naturales que hacen del municipio un sitio productivo y turístico por excelencia. Además cuenta con minas de cal, piedra cantera, yacimientos de carbón arcilloso y tierras calizas propias para la producción de cerámicas. Se cuenta con 16 playas, en esta década se ha incrementado el turismo verde en este refugio de vida silvestre. Cuenta con hoteles, bares y restaurantes para atender los miles de turistas nacionales y extranjeros que se dan cita cada año. La pesca deportiva internacional ha tomado impulso en los últimos años, lo que hace más atractivo este municipio.

## Infraestructura

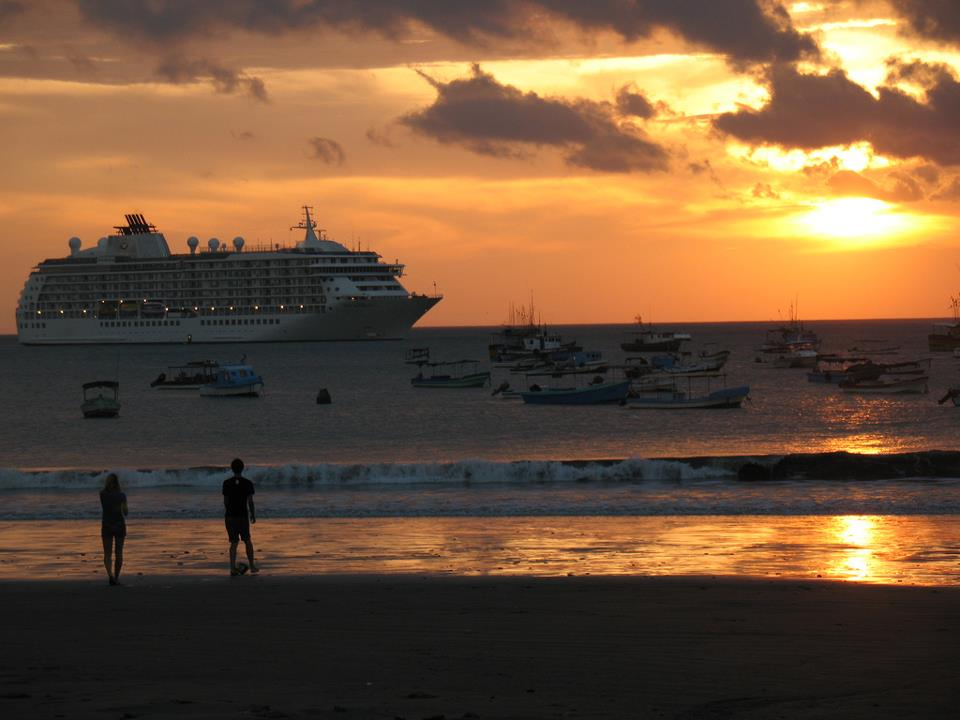
El principal recurso económico es el recibimiento de miles de turistas anualmente.

### Transporte y viabilidad
Infraestructura Socioeconómico. Al municipio se llega a través de una moderna carretera asfaltada a 140 kilómetros de Managua. Además cuenta con dos vías de acceso terrestre, una la constituye la carretera asfaltada, esta a su vez comunica al municipio con la Carretera Panamericana, Rivas y a la carretera de la Chocolata - San Juan del Sur. Existe camino todo tiempo hacia Ostional y San Jerónimo. Hay 65 kilómetros de camino de todo tiempo y más 90 kilómetros son veredas.
Otro medio de acceso es el puerto donde a partir del año de 2000 han llegado más de 147 barcos cruceros con miles de turistas. El transporte cuenta con una ruta Ostional - San Juan del Sur - Managua y San Juan del Sur - Rivas, para la realización del recorrido se trabaja con unidades que salen con frecuencia. Existen servicio expreso hacia Managua, hay otra ruta San Juan del Sur - Rivas por el Bastón.
Problemas del Sector: Actualmente existen 2 comunidades que no disponen de servicio de transporte.

### Salud
Cuenta con un hospital primario de cobertura municipal y con puestos de salud en la comunidad de Ostional y otro en El Bastón. Las causas de consulta médica más comunes son control prenatal de embarazadas, inmunizaciones (vacunas) y desarrollo de niño sano.

### Agua y alcantarillados
El servicio de agua potable está a cargo de la Empresa ENACAL que brinda sus servicios por medio de 4050 conexiones domiciliares, lo que representa el 94.83 % de las viviendas. En el alcantarillado existen 1200 conexiones domiciliares ubicadas en el casco urbano el 80 % hacen de la red del alcantarillado en relación con el caso urbano.
Problemas del Alcantarillado:
Falta otra pila de oxidación, falta de red en zonas y barrios importantes y los fuertes caudales del estero ocasionan el deterioro de las tuberías. Hay que redefinir el tramo.

### Energía eléctrica
Este servicio está a cargo de la Empresa Distribuidora del Sur (DISUR), quien proporciona su servicio a través de 4500 conexiones domiciliares, lo que representa el 95 % de cobertura de las viviendas, unas 4 comarcas no tienen energía.

### Telecomunicaciones
Consta de una moderna planta de Comunicaciones Millicom. El servicio de teléfonos y correos está a cargo de la Empresa ENTEL, que brinda atención por medio de 302 conexiones domiciliares distribuidas en el casco urbano. También cuenta con redes como Claro y Tigo para comunicaciones por medio de celulares. Radio de Principal cobertura: Radio Rumbos 96.9 FM.

## Cultura
Existe una Casa de Cultura adscrita a la Asociación de Promotores de la Cultura (APC) donde se imparten clases de danza y ritmos populares, dibujo, guitarra y costura. Además, hay un museo de piezas en cerámica precolombina y una galería en donde se exponen pinturas. Allí mismo funciona un preescolar y una escuela de idioma español (para extranjeros).

### Autor de la canción “En la pulpería de Lucita”
En 2004, San Juan del Sur es mencionada en la canción "En la pulpería de Lucita" que forma parte del álbum "El viaje a ninguna parte" del aragonés Enrique Bunbury.

## Turismo
Es uno de los destinos turísticos más importantes de este país centroamericano gracias a la frescura y serenidad de las aguas de su bahía, así como por las varias playas cercanas aptas para el surf (El Sucio, Hermosa, El Coco, Marsella, Majagual, Maderas). Es conocida como "La capital de la diversión", por la diversidad de opciones de recreación y entretenimiento que ofrece a sus visitantes nacionales y extranjeros.

## Religión
Su templo parroquial presenta un frontispicio de piedra y cemento, está dedicado a San Juan Bautista, cuya conmemoración solemne ocurre el 24 de junio de cada año. Igualmente, cada 16 de julio se celebran las fiestas en honor a la Santísima Virgen del Carmen.

## Sitio de interés

### Jesús de la Misericordia
Construido en 2008, el llamado "Jesús de la Misericordia" es una escultura de Jesucristo cuya estructura metálica fue revestida con láminas de fibra de vidrio, tiene 15 metros de altura, descansa sobre un pedestal de 9 metros dando un total de 24 metros de altura y fue colocada a 130 m s. n. m. sobre un cerro de la bahía.
En la base de la estatua se encuentra un mirador y una capilla para el recogimiento espiritual en donde se muestra el proceso de construcción de la obra.

## Educación
Cuenta con 51 centros educativos, distribuidos en: 9 centros de educación preescolar, 35 de primaria y 8 centros de secundaria. A nivel municipal se cuenta con una población de 3643 alumnos atendidos por 133 maestros en 95 aulas.

## Deportes
Cuenta con campos deportivos para béisbol, fútbol, canchas de básquetbol, voleibol y campos abiertos en las comunidades. El principal evento deportivo es la liga municipal de Béisbol "Héroes y Mártires del Naranjo".

## Galería
|  |  |
|  |  |

## Hermanamientos
Tienen tres ciudades hermanadas con:
| - Almería (España) | - Mar de Plata (Argentina) | - Río de Janeiro (Brasil) |